# Poljot
«Poljot» (рос. Полёт) — марка радянських і російських годинників, які виготовляв Перший Московський годинниковий завод починаючи з 1960-х років. У 1964 році годинник 1-го МГЗ почали маркуватися зареєстрованим товарним знаком «Полёт» («Poljot»). На сьогоднішній день ці товарні знаки зареєстровані більш ніж в 90 країнах і добре відомі у всьому світі.

## Історія
У 1960 році на Першому Московському годинниковому заводі почали вироблятися перші годинники з маркою «Полёт» калібру 2414.
12 квітня 1961 політ Юрія Гагаріна відкрив космічну еру в історії людства. У космосі першого космонавта Землі супроводжував годинник «Штурманськие» виробництва 1-го МГЗ. Пізніше цей політ був відзначений випуском декількох моделей з «космічними» назвами: в 1962-му — «Орбіта» 2415, в 1963-му — «Космос» 2416. З 1964 року годинники Першого Московського годинникового заводу маркуються товарними знаками «Полёт» («Poljot»).
Годинник «Полёт» 3133 брали з собою в космос космонавти Росії, Франції, Німеччини, України, а разом з В. В. Поляковим цей хронограф поставив рекорд за тривалістю космічного польоту.